# تالاکاوری
تالاکاوری (به انگلیسی: Talakaveri) یک روستا در هند است که در بخش کوداگو واقع شده‌است. تالاکاوری ۱٬۲۷۶ متر بالاتر از سطح دریا واقع شده‌است. این روستا که سرچشمه رود کاوری است دارای معابد متعدد می‌باشد.

## نگارخانه

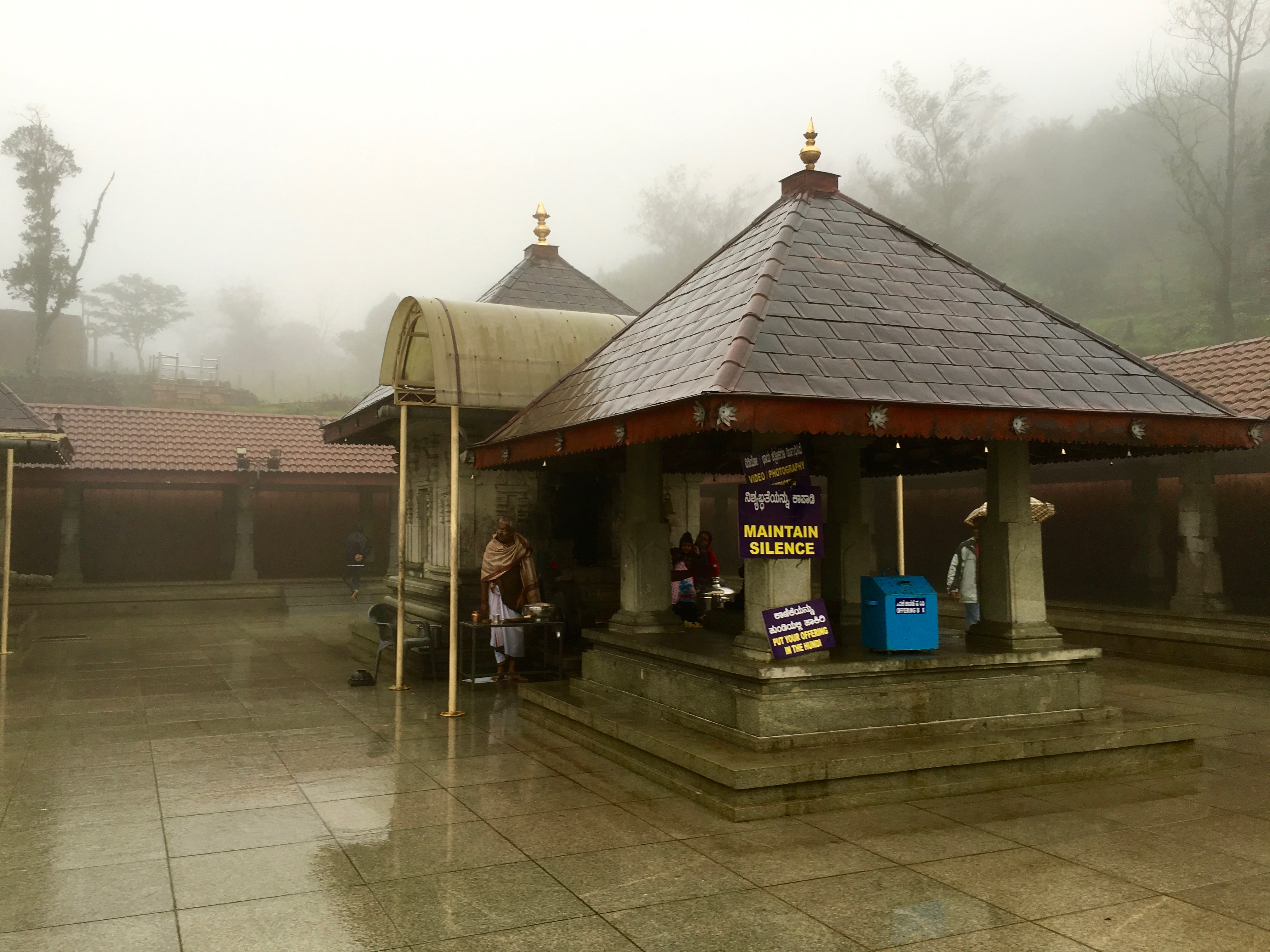
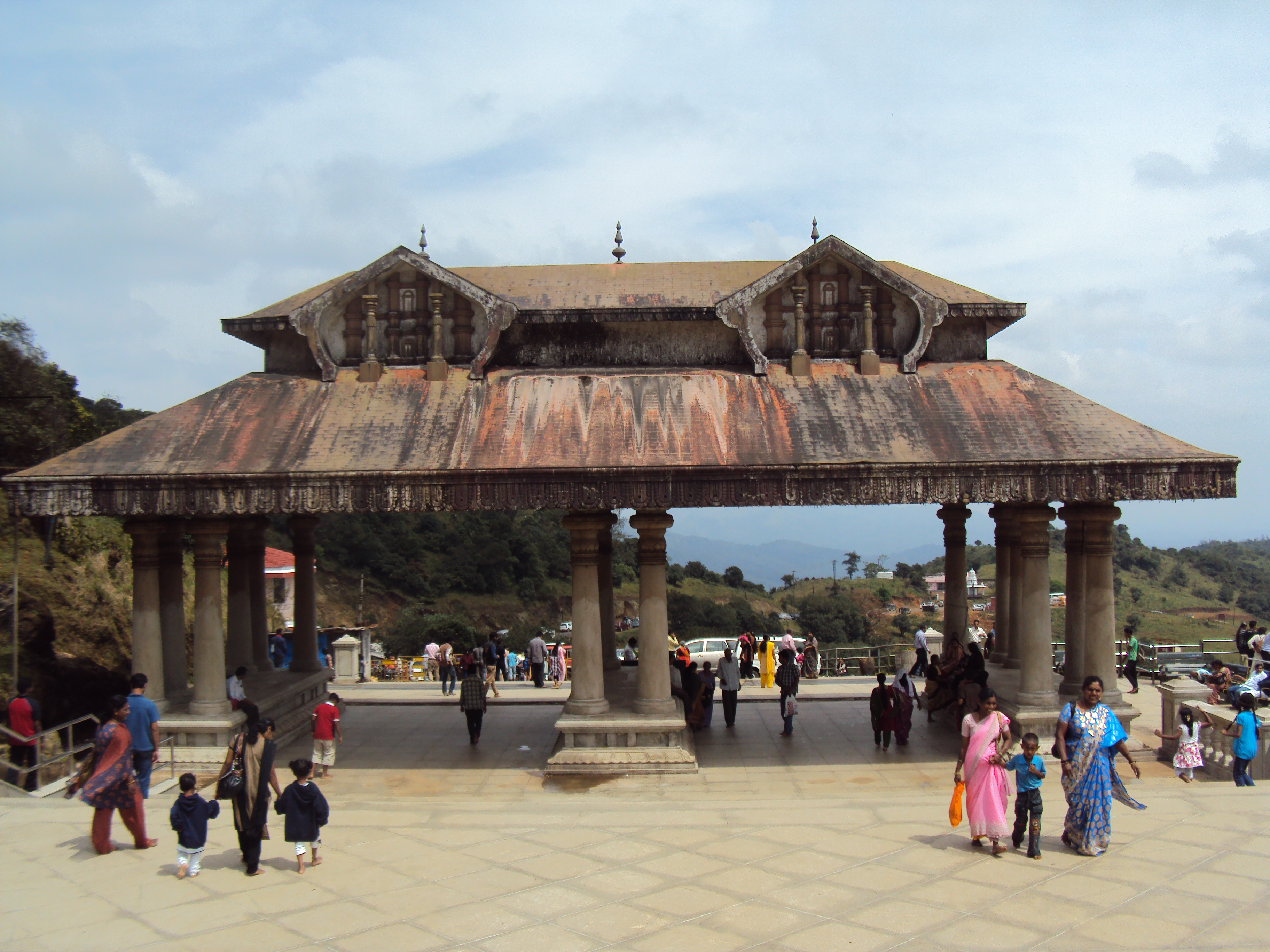
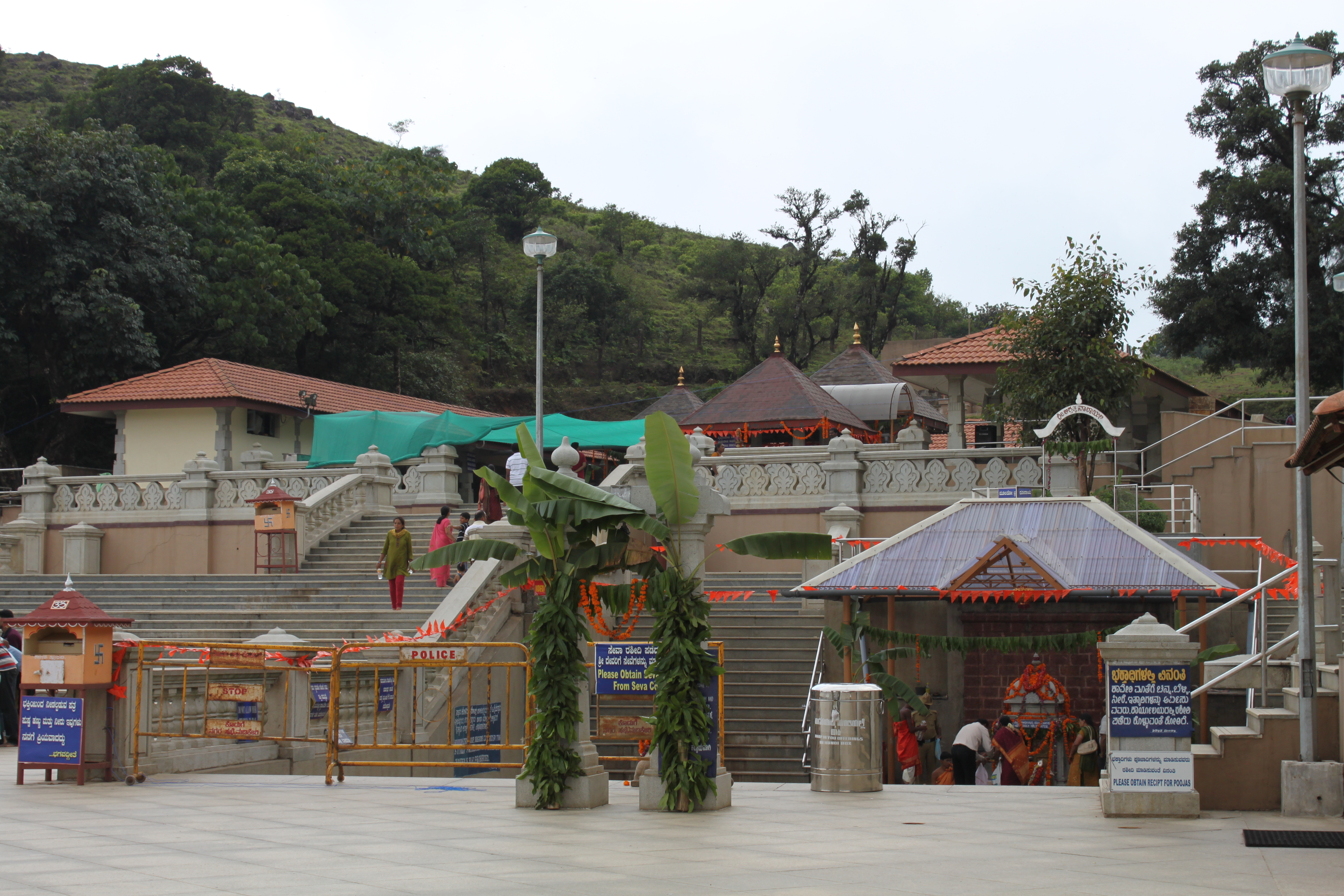
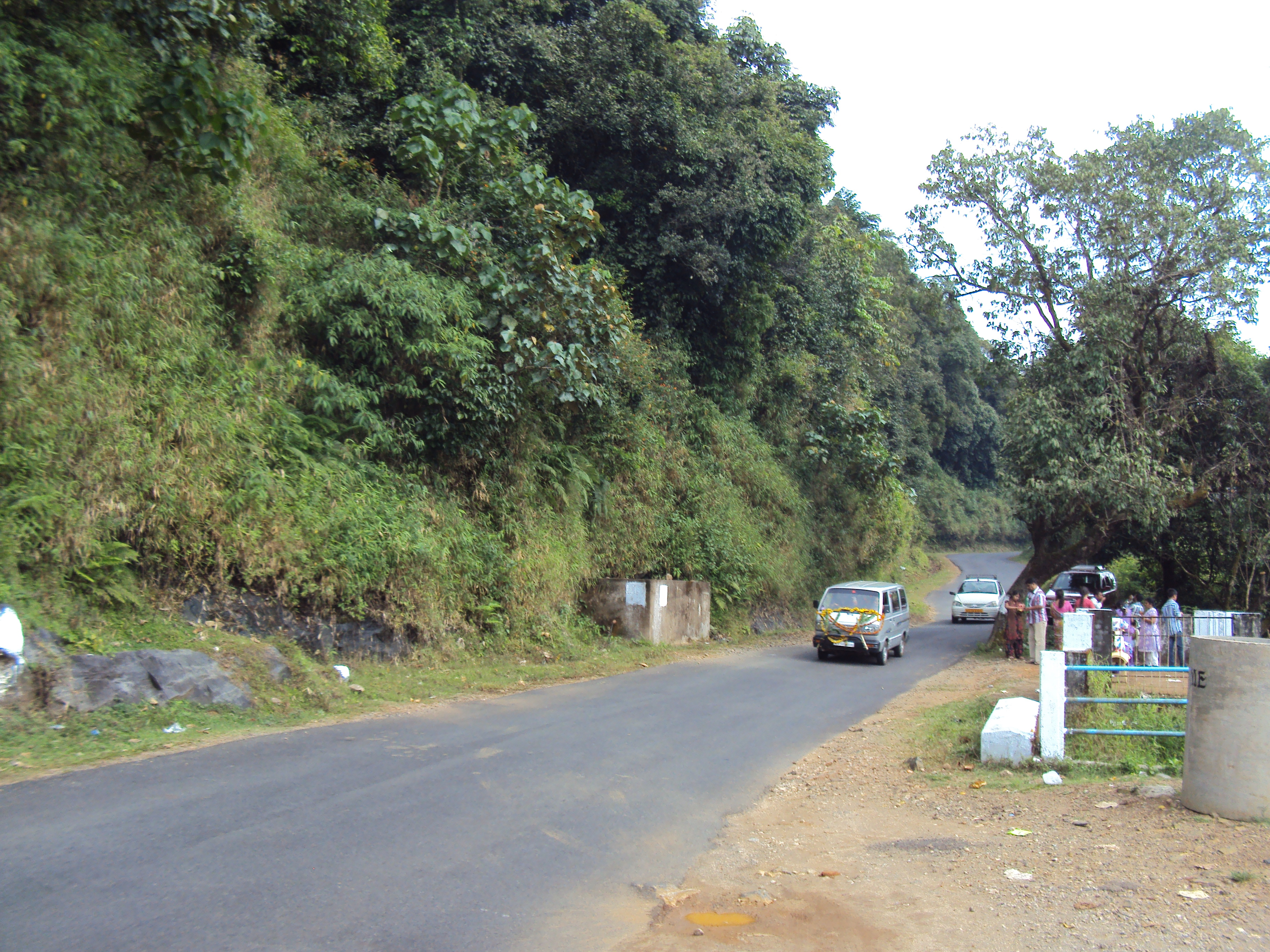

Panoramic view from the temple during Mansoon 2016